# Vikings de Vienne
Stade
Maillots
Champion 
ELF : 2022
Eurobowl : 2004, 2005, 2006, 2007, 2013
Autriche : 1994, 1996, 1999, 2000, 2001, 2002, 2003, 2005, 2007, 2009, 2012, 2013, 2014, 2017, 2020
Saison en cours

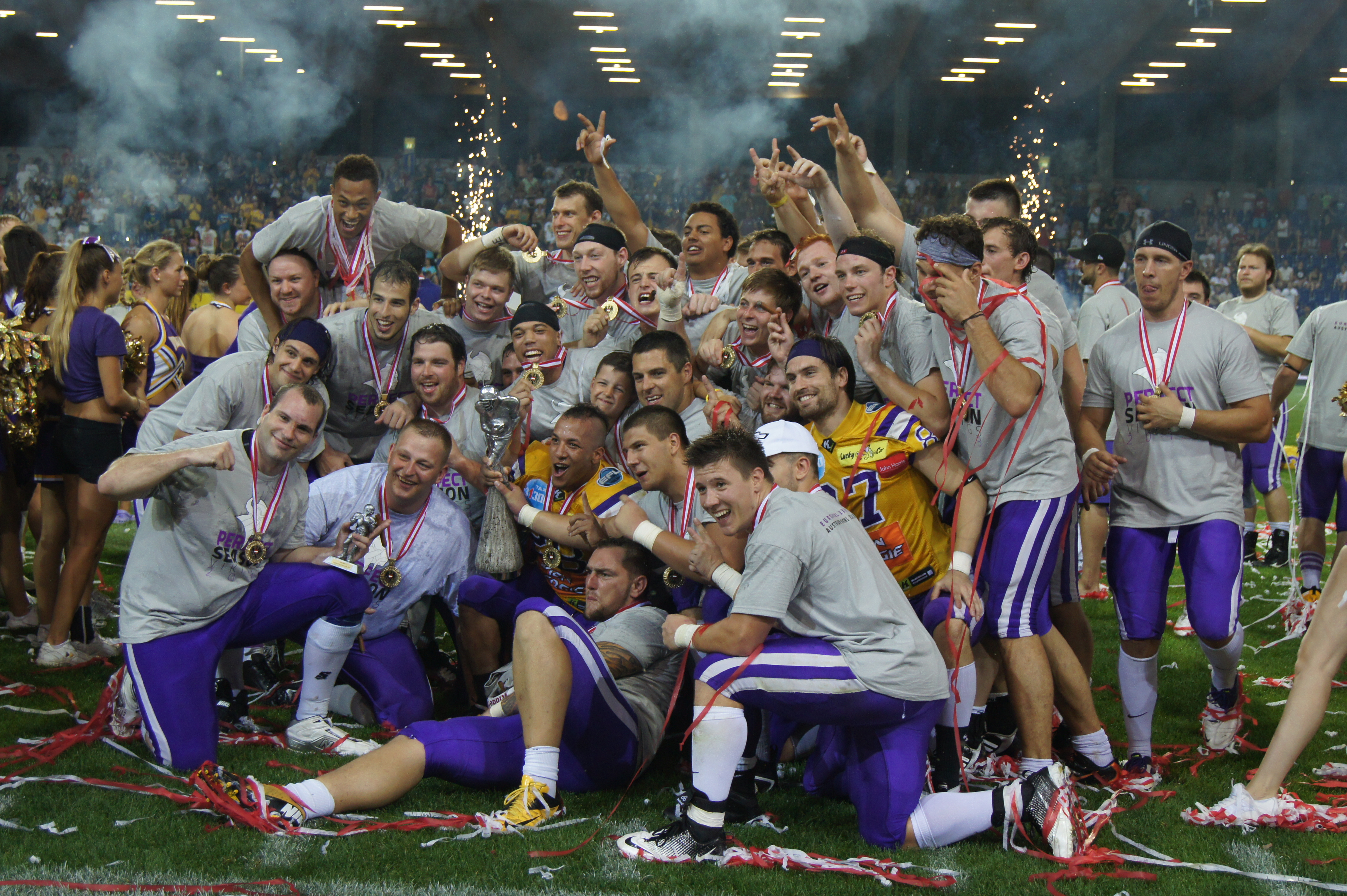
Les joueurs des Vikings de Vienne après leur titre de champions d'Autriche en 2013.

Les Vikings de Vienne (Vikings Vienna) sont une franchise autrichien de football américain basé à Vienne.
Fondé en 1983, les Vikings sont reconnus comme une des équipes la plus dominante en Europe. Elle a remporté quinze Austrian Bowl (finale du championnat d'Autriche - AFL), cinq Eurobowls (2004-2007, 2013) dont elle a également été finaliste à cinq autres reprises (2001, 2003, 2008, 2010 and 2012).
Elle joue depuis 2022 dans l'European League of Football (ELF) mais maintient une équipe (dénommée Dacia Vikings Vienna) dans le championnat d'Autriche.

## Histoire
Les Vikings sont créés en 1983 et atteignent trois ans plus tard l'Austrian Bowl, la finale du championnat d'Autriche, joué contre les Giants de Graz, qu'ils perdent de très peu. Ils remportent leur premier Austrian Bowl en 1994 et réédite l'exploit deux ans plus tard. En 1999, ils disputent leur 8e finale, toutes jouées contre les Giants de Graz, et remportent leur troisième titre. Ils ne manqueront que trois finales par la suite (en 2008, 2010 et 2016) et totalisent ainsi 15 titres (meilleur palmarès du championnat).
Sur le plan européen, les Vikings participent à l'Eurobowl de 1995 à 2013 (5 titres) et à la Big 6 European Football League de 2014 à 2016.
Le 25 septembre 2021, les Vikings de Vienne annoncent que son équipe première jouera la saison 2022 de l'European League of Football tout comme ses rivaux des Swarco Raiders du Tyrol,,. L'encadrement qui dirigeait l'équipe en Austrian Football League est confirmé en ELF. La franchise, ayant le statut de société à responsabilité limitée, est la propriété d'une association d'intérêt commun. Elle joue dans la conférence Centrale tout comme les rivaux des Raiders. Chaque franchise est autorisée à engager 8 joueurs étrangers européens et 4 joueurs extra européens (américain, canadien, mexicain ou japonais).
Au début de la saison 2022, Robin Lumsden, avocat d'affaires et quarterback de longue date dans la Ligue autrichienne de football, rejoint le club en tant que copropriétaire et investisseur. Le 17 février 2022, les Vikings annoncent que tous les matchs à domicile de la saison ELF se joueraient au Stade Franz-Horr de Vienne.

### Droits du nom
Le nom officiel de l'équipe change en fonction du sponsoring du nom :
- 1983–1998 : Vienna Vikings
- 1999–2005 : Chrysler Vikings
- 2006–2007 : Dodge Vikings Vienna
- 2008–2014 : Raiffeisen Vikings Vienna
- 2015–2016 : Vienna Vikings
- Depuis 2017 en AFL : Dacia Vienna Vikings
- Depuis 2022 en ELF : Vienna Vikings

## Saison par saison
| Saison | Saison régulière                                                                          | Saison régulière                                                                          | Saison régulière                                                                          | Saison régulière                                                                          | Saison régulière                                                                          | Saison régulière                                                                          | Saison régulière                                                                          | Saison régulière                                                                          | Phase finale |
| ------ | ----------------------------------------------------------------------------------------- | ----------------------------------------------------------------------------------------- | ----------------------------------------------------------------------------------------- | ----------------------------------------------------------------------------------------- | ----------------------------------------------------------------------------------------- | ----------------------------------------------------------------------------------------- | ----------------------------------------------------------------------------------------- | ----------------------------------------------------------------------------------------- | --- |
| Saison | Nb                                                                                        | V                                                                                         | D                                                                                         | N                                                                                         | %                                                                                         | +                                                                                         | -                                                                                         | Classement                                                                                | Phase finale |
| 2003   | 6                                                                                         | 6                                                                                         | 0                                                                                         | 0                                                                                         | 100                                                                                       | 293                                                                                       | 064                                                                                       | 1er                                                                                       | Victoire 68-20 en ¼ de finale contre Hohenems Blue Devils Victoire 52-14 en ½ finale contre Danube Dragons Victoire 56-42 à l'Austrian Bowl contre Graz Giants |
| 2004   | 6                                                                                         | 6                                                                                         | 0                                                                                         | 0                                                                                         | 100                                                                                       | 278                                                                                       | 071                                                                                       | 1er                                                                                       | Victoire 55-7 en ½ finale contre Danube Dragons Défaite 20-28 à l'Austrian Bowl contre Tirol Raiders                                                           |
| 2005   | 6                                                                                         | 6                                                                                         | 0                                                                                         | 0                                                                                         | 100                                                                                       | 275                                                                                       | 113                                                                                       | 1er                                                                                       | Victoire 49-23 en ½ finale contre Graz Giants Victoire 43-14 à l'Austrian Bowl contre Tirol Raiders                                                            |
| 2006   | 8                                                                                         | 8                                                                                         | 0                                                                                         | 0                                                                                         | 100                                                                                       | 286                                                                                       | 059                                                                                       | 1er                                                                                       | Défaite 19-43 à l'Austrian Bowl contre Tirol Raiders |
| 2007   | 8                                                                                         | 7                                                                                         | 1                                                                                         | 0                                                                                         | 87,5                                                                                      | 323                                                                                       | 156                                                                                       | 1er                                                                                       | Victoire 42-14 à l'Austrian Bowl contre Graz Giants |
| 2008   | 6                                                                                         | 3                                                                                         | 3                                                                                         | 0                                                                                         | 50,0                                                                                      | 202                                                                                       | 155                                                                                       | 4e                                                                                        | Défaite 24-55 en ½ finale contre Tirol Raiders |
| 2009   | 8                                                                                         | 3                                                                                         | 5                                                                                         | 0                                                                                         | 37,5                                                                                      | 186                                                                                       | 220                                                                                       | 4e                                                                                        | Victoire 41-33 en tour de wild card contre Carinthian Black Lions Défaite 21-22 en ½ finale contre Tirol Raiders                                               |
| 2010   | 6                                                                                         | 4                                                                                         | 2                                                                                         | 0                                                                                         | 66,7                                                                                      | 179                                                                                       | 118                                                                                       | 4e                                                                                        | Défaite 24-31 en ½ finale contre Danube Dragons |
| 2011   | 6                                                                                         | 5                                                                                         | 1                                                                                         | 0                                                                                         | 83,3                                                                                      | 253                                                                                       | 055                                                                                       | 2e                                                                                        | Victoire 19-14 en ½ finale contre Graz Giants Défaite 13-23 à l'Austrian Bowl contre Tirol Raiders                                                             |
| 2012   | 10                                                                                        | 9                                                                                         | 1                                                                                         | 0                                                                                         | 90,0                                                                                      | 360                                                                                       | 091                                                                                       | 1er                                                                                       | Victoire 48-32 en ½ finale contre Danube Dragons Victoire 48-34 à l'Austrian Bowl contre Tirol Raiders                                                         |
| 2013   | 10                                                                                        | 10                                                                                        | 0                                                                                         | 0                                                                                         | 100                                                                                       | 420                                                                                       | 164                                                                                       | 1er                                                                                       | Victoire 35-15 en ½ finale contre Danube Dragons Victoire 48-31 à l'Austrian Bowl contre Tirol Raiders                                                         |
| 2014   | 8                                                                                         | 6                                                                                         | 2                                                                                         | 0                                                                                         | 75,0                                                                                      | 239                                                                                       | 116                                                                                       | 1er                                                                                       | Victoire 41-27 en ½ finale contre Prague Black Panthers Victoire 24-17 à l'Austrian Bowl contre Tirol Raiders                                                  |
| 2015   | 8                                                                                         | 7                                                                                         | 1                                                                                         | 0                                                                                         | 87,5                                                                                      | 367                                                                                       | 178                                                                                       | 1er                                                                                       | Victoire 38-27 en ½ finale contre Danube Dragons Défaite 38-0 à l'Austrian Bowl contre Tirol Raiders                                                           |
| 2016   | 10                                                                                        | 7                                                                                         | 3                                                                                         | 0                                                                                         | 70,0                                                                                      | 246                                                                                       | 183                                                                                       | 3e                                                                                        | Victoire 30-13 en tour de wild card contre Danube Dragons Défaite 3-7 en ½ finale contre Graz Giants                                                           |
| 2017   | 10                                                                                        | 9                                                                                         | 1                                                                                         | 0                                                                                         | 90,0                                                                                      | 501                                                                                       | 174                                                                                       | 1er                                                                                       | Victoire 21-18 en ½ finale contre Danube Dragons Victoire 45-26 à l'Austrian Bowl contre Tirol Raiders                                                         |
| 2018   | 10                                                                                        | 8                                                                                         | 2                                                                                         | 0                                                                                         | 80,0                                                                                      | 397                                                                                       | 234                                                                                       | 2e                                                                                        | Victoire 35-21 en ½ finale contre Graz Giants Défaite 51-48 à l'Austrian Bowl contre Tirol Raiders                                                             |
| 2019   | 10                                                                                        | 7                                                                                         | 3                                                                                         | 0                                                                                         | 70,0                                                                                      | 330                                                                                       | 217                                                                                       | 2e                                                                                        | Défaite 10-35 à l'Austrian Bowl contre Tirol Raiders |
| 2020   | Pas de championnat (Covid-19). Vienna Vikings remporte 3 matchs joués contre Graz Giants. | Pas de championnat (Covid-19). Vienna Vikings remporte 3 matchs joués contre Graz Giants. | Pas de championnat (Covid-19). Vienna Vikings remporte 3 matchs joués contre Graz Giants. | Pas de championnat (Covid-19). Vienna Vikings remporte 3 matchs joués contre Graz Giants. | Pas de championnat (Covid-19). Vienna Vikings remporte 3 matchs joués contre Graz Giants. | Pas de championnat (Covid-19). Vienna Vikings remporte 3 matchs joués contre Graz Giants. | Pas de championnat (Covid-19). Vienna Vikings remporte 3 matchs joués contre Graz Giants. | Pas de championnat (Covid-19). Vienna Vikings remporte 3 matchs joués contre Graz Giants. | Pas de championnat (Covid-19). Vienna Vikings remporte 3 matchs joués contre Graz Giants.                                                                      |
| 2021   | 8                                                                                         | 7                                                                                         | 1                                                                                         | 0                                                                                         | 87,5                                                                                      | 295                                                                                       | 147                                                                                       | 1er                                                                                       | Victoire 21-18 en ½ finale contre Graz Giants Défaite 14-35 à l'Austrian Bowl contre Tirol Raiders                                                             |
| 2022   | 10                                                                                        | 7                                                                                         | 3                                                                                         | 0                                                                                         | 70,0                                                                                      | 400                                                                                       | 313                                                                                       | 3e                                                                                        | Victoire 50-44 en ½ finale contre Prague Black Panthers Défaite 29-51 à l'Austrian Bowl contre Danube Dragons                                                  |
| 2023   | 10                                                                                        | 7                                                                                         | 3                                                                                         | 0                                                                                         | 70,0                                                                                      | 356                                                                                       | 129                                                                                       | 4e                                                                                        | Victoire 27-17 en ½ finale contre les Prague Black Panthers Défaite 13-14 à l'Austrian Bowl contre Danube Dragons                                              |
| 2024   | Saison à venir                                                                            | Saison à venir                                                                            | Saison à venir                                                                            | Saison à venir                                                                            | Saison à venir                                                                            | Saison à venir                                                                            | Saison à venir                                                                            | Saison à venir                                                                            | Saison à venir |
| Totaux | 7 titres, 36 matchs de phase finale (23 victoires, 13 défaites)                           | 7 titres, 36 matchs de phase finale (23 victoires, 13 défaites)                           | 7 titres, 36 matchs de phase finale (23 victoires, 13 défaites)                           | 7 titres, 36 matchs de phase finale (23 victoires, 13 défaites)                           | 7 titres, 36 matchs de phase finale (23 victoires, 13 défaites)                           | 7 titres, 36 matchs de phase finale (23 victoires, 13 défaites)                           | 7 titres, 36 matchs de phase finale (23 victoires, 13 défaites)                           | 7 titres, 36 matchs de phase finale (23 victoires, 13 défaites)                           | 7 titres, 36 matchs de phase finale (23 victoires, 13 défaites)                                                                                                |

| Saison | Saison régulière | Saison régulière | Saison régulière | Saison régulière | Saison régulière | Saison régulière | Saison régulière | Saison régulière | Saison régulière        | Phase finale |
| ------ | ---------------- | ---------------- | ---------------- | ---------------- | ---------------- | ---------------- | ---------------- | ---------------- | ----------------------- | --- |
| Saison | Nb               | V                | D                | N                | %                | +                | -                | ≠                | Classement              | Phase finale |
| 2022   | 12               | 10               | 2                | 0                | 088,9            | 352              | 209              | +143             | 1er conférence Centrale | Victoire 39-12 en ½ finale contre les Barcelona Dragons Victoire 27-15 en finale contre les Hambourg Sea Devils |
| 2023   | 12               | 12               | 0                | 0                | 100,0            | 414              | 180              | +234             | 1er conférence Est      | Défaite 33-40 en ½ finale contre le Stuttgart Surge                                                             |
| 2024   | Saison en cours  | Saison en cours  | Saison en cours  | Saison en cours  | Saison en cours  | Saison en cours  | Saison en cours  | Saison en cours  | Saison en cours         | Saison en cours                                                                                                 |
| Totaux | 24               | 22               | 2                | 0                | 094,4            | 766              | 389              | +377             | -                       | 2 participations, 1 titre                                                                                       |

## Palmarès
- Championnat d'Autriche : 
  - Champion : 1994, 1996, 1999, 2000, 2001, 2002, 2003, 2005, 2007, 2009, 2012, 2013, 2014, 2017, 2020, 2025 ;
  - Vice-champion : 1986, 1988, 1991, 1995, 1998, 2004, 2006, 2011, 2015, 2018, 2019, 2021, 2022, 2023, 2024.

- Eurobowl
  - Champion : 2004, 2005, 2006, 2007, 2013 ;
  - Vice-champion : 2001, 2003, 2008, 2010, 2012.

- European League of Football :
  - Champion : 2022.

## Ancien logo
